# Exaireta spinigera
 (mai 2024).
Espèce
Exaireta spinigera est une espèce d'insectes diptères brachycères de la famille des Stratiomyidae.

## Répartition
Exaireta spinigera est originaire d'Australie, mais a été introduite dans d'autres pays et îles comme la Nouvelle-Zélande, la France, la Belgique et Hawaï. C'est une espèce envahissante en expansion en Europe.

## Description
Les larves ont une préférence alimentaire pour la matière organique en décomposition et les adultes se nourrissent probablement du nectar et du pollen des fleurs. Plus longues que les mouches communes, leur corps est d'un noir profond et leurs ailes de dentelle réfléchissantes.

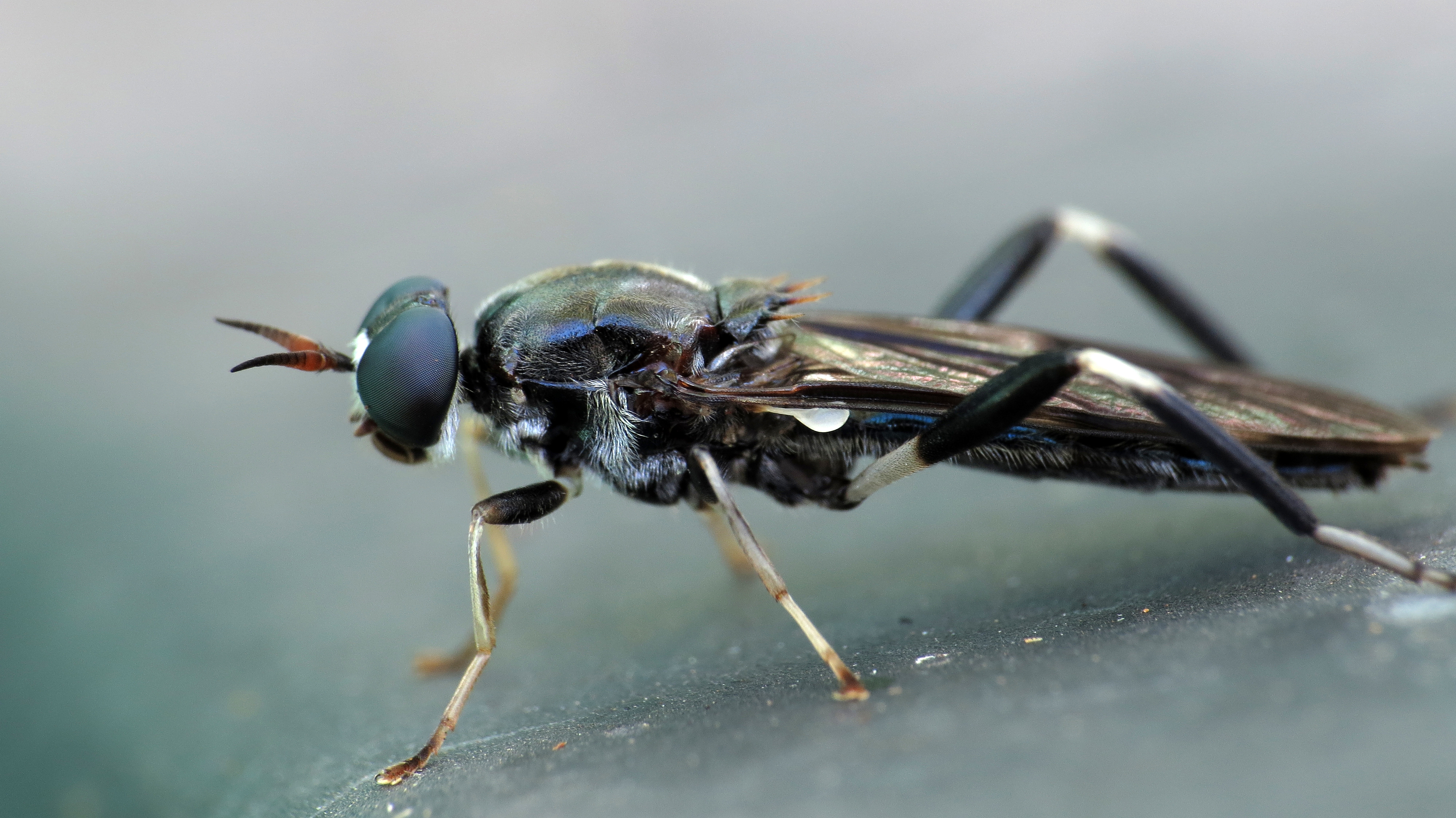
Exaireta spinigera, vue latérale.
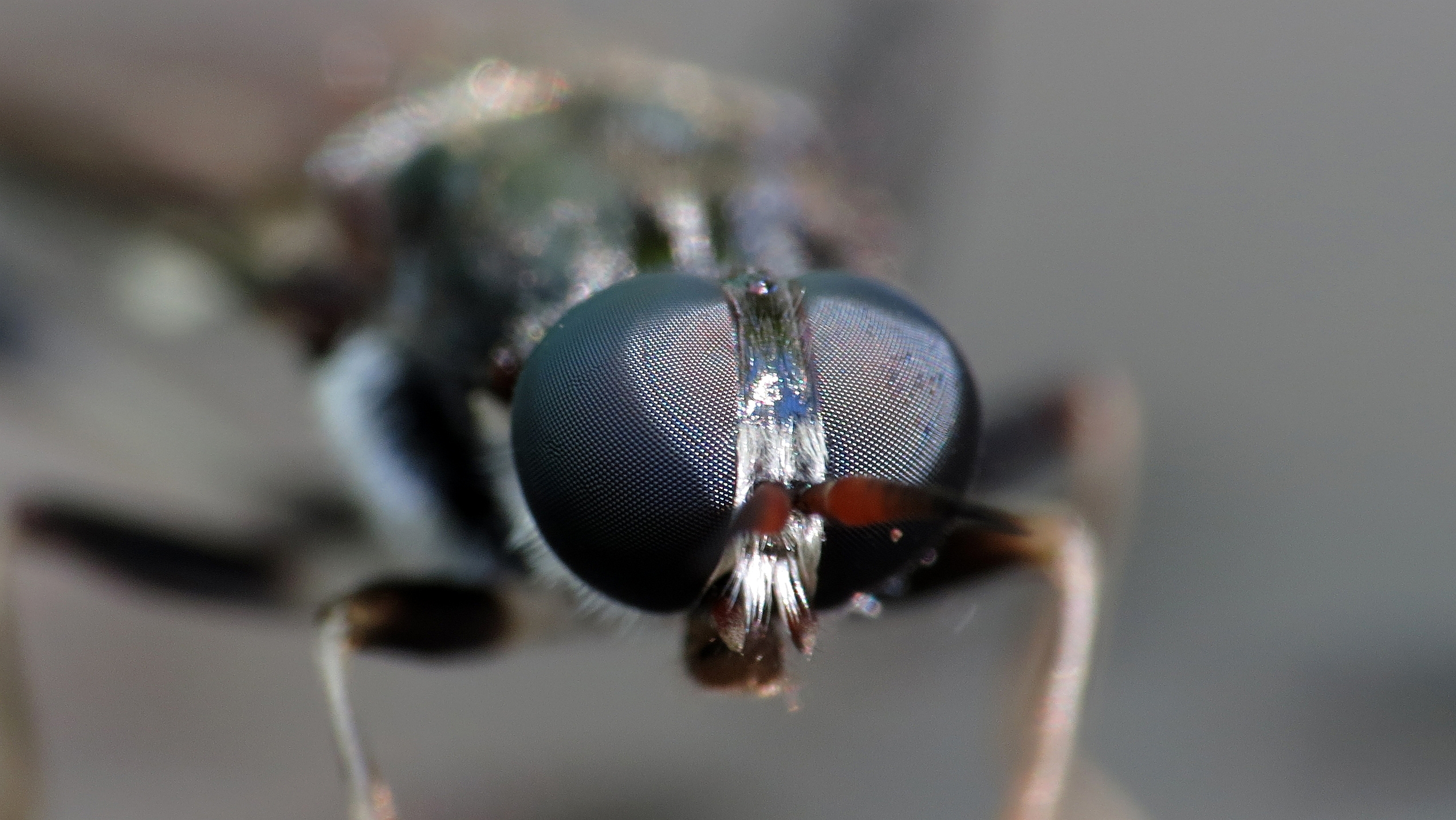
Détail de la tête.
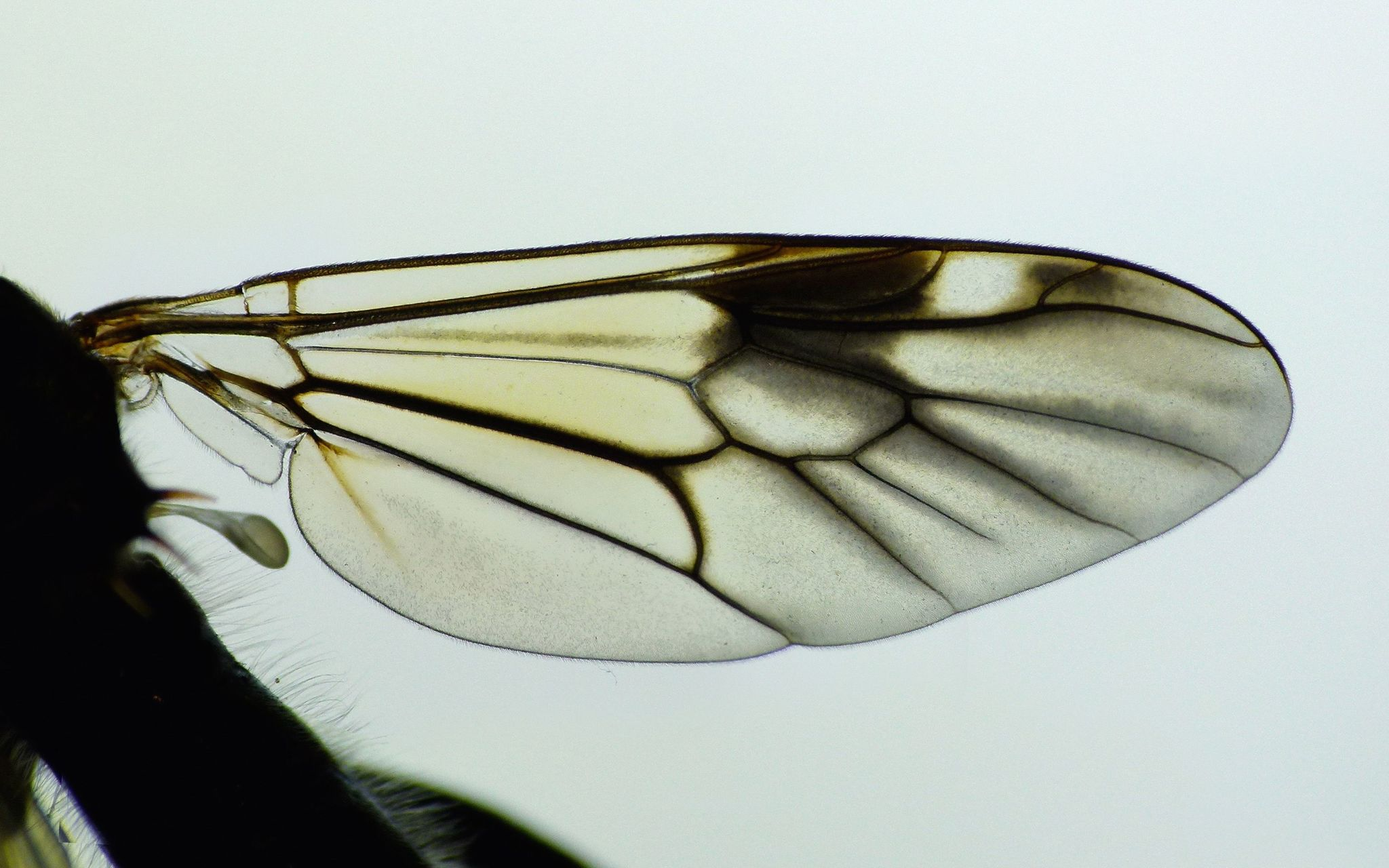
Détail de l'aile.

## Classification
Le nom valide complet (avec auteur) de ce taxon est Exaireta spinigera (Wiedemann, 1830).
L'espèce a été initialement classée dans le genre Xylophagus sous le protonyme Xylophagus spinigera Wiedemann, 1830.
Cette mouche porte les noms vernaculaires anglais de « Garden soldier fly » et « Blue soldier fly ».
Exaireta spinigera a pour synonymes :
- Beris albimacula Walker, 1848
- Beris servillei Macquart, 1838
- Neoexaireta spinigera (Wiedemann, 1830)
- Xylophagus spiniger (Wiedemann, 1830)
- Xylophagus spinigera Wiedemann, 1830